# Chersotis ocellina
Chersotis ocellina là một loài bướm đêm thuộc họ Noctuidae. Nó được tìm thấy ở các vùng núi của châu Âu, đặc biệt ở Anpơ (trên các đỉnh có độ cao từ 1.500 và 2.500 mét), dãy núi Apennine, Pyrenees và dãy núi Cantabria.
Sải cánh dài 25–28 mm. Con trưởng thành bay từ tháng 7 đến tháng 8 trong một thế hệ.
Ấu trùng ăn các loại cây cỏ khác nhau.

## Phụ loài
Có hai phân loài được công nhận:
- Chersotis ocellina ocellina
- Chersotis ocellina pyrenaellina (Pyrenees) [1]